# روبرت موريس بيج
روبرت موريس بيج (بالإنجليزية: Robert Morris Page)‏ هو فيزيائي أمريكي، ولد في 2 يونيو 1903 في سانت بول في الولايات المتحدة، وتوفي في 15 مايو 1992 بسبب نوبة قلبية.

## وصلات خارجية
- روبرت موريس بيج على موقع الموسوعة البريطانية (الإنجليزية)